# Allocyclops austronipponicus
Allocyclops austronipponicus is een eenoogkreeftjessoort uit de familie van de Cyclopidae. De wetenschappelijke naam van de soort is voor het eerst geldig gepubliceerd in 2005 door Tomikawa, Ishida & Mawatari.